# Leskia pellucens
Leskia pellucens är en tvåvingeart som beskrevs av Charles Howard Curran 1925. Leskia pellucens ingår i släktet Leskia och familjen parasitflugor.
Artens utbredningsområde är Honduras. Inga underarter finns listade i Catalogue of Life.